# Eleições das províncias do Camboja de 2024
As eleições das províncias, municípios, distritos e do conselho de Khan ocorreram no Camboja em 26 de maio de 2024.

## Fundo
O Partido de Candlelight não pode participar da eleição porque não está registrado no Ministério do Interior. Eles podem, no entanto, candidatar-se e ser aprovados pelo ministério, permitindo-lhes aderir.

## Sistema eleitoral
Apenas os chefes e conselheiros comunais têm o direito de votar nas eleições da capital, província, município, distrito e do conselho Khan a cada 5 anos.

## Resultados
Os resultados preliminares mostraram que o Partido Popular do Camboja (CPP) conquistou a maioria das cadeiras, seguido pelo Partido da Vontade do Khmer (KWP) e pelo Partido do Poder Nacional (NPP). O CPP conquistou 504 cadeiras nos Conselhos da Capital e Provincial, o KWP conquistou 47 cadeiras e o NPP recebeu 8 cadeiras. Com base nos resultados do Comitê Eleitoral Nacional (NEC) da 4ª Eleição dos Conselhos da Capital e Provincial, o CPP recebeu 9.985 votos, o equivalente a 504 vereadores, sendo 479 membros e 25 presidentes.  O CPP conquistou todas as cadeiras para os conselhos da capital e provincial nas províncias de Mondulkiri, Pursat, Preah Sihanouk, Takeo, Pailin e Oddar Meanchey. O NEC acrescentou que o KWP recebeu 1.282 votos, o equivalente a 47 vereadores, e não conquistou o cargo de presidente do conselho. As províncias onde o KWP conquistou o maior número de cadeiras foram Prey Veng e Tboung Khmum. O NPP recebeu 276 votos, o equivalente a oito membros, e não conquistou o cargo de presidente do conselho.
Separadamente, para as eleições do Conselho Municipal e Distrital, o CPP obteve 9.950 votos, o equivalente a 3.257 vereadores, dos quais 661 são mulheres, incluindo 209 presidentes e 3.048 membros. O NEC disse que o número total de assentos para os Conselhos Municipais e Distritais para o quarto mandato em 2024 é de 3.641, incluindo 700 mulheres. O CPP conquistou a maioria dos assentos para os conselhos municipais e distritais nas províncias de Battambang, Kandal, Prey Veng e Siem Reap. O KWP recebeu 1.289 votos, o equivalente a 312 membros, dos quais 34 são mulheres, mas não conquistou o cargo de Presidente do Conselho. As províncias com mais votos foram Prey Veng, Kandal e Kampong Cham. O NPP recebeu 282 votos, o equivalente a 69 vereadores, incluindo cinco mulheres, mas não conquistou a presidência. As províncias com o maior número de votos foram Siem Reap e Kampong Thom. O FUNCINPEC recebeu 18 votos, o equivalente a dois vereadores distritais na província de Kampong Thom. O Partido Nacional Unido Quemer recebeu 17 votos, o equivalente a um vereador na província de Banteay Meanchey.